# Shakira Austin
Shakira Austin (Fredericksburg, 25 luglio 2000) è una cestista statunitense, professionista nella WNBA.

## Carriera
È stata selezionata dalle Washington Mystics al primo giro del Draft WNBA 2022 (3ª scelta assoluta).
Con gli Stati Uniti ha disputato i campionati mondiali del 2022.

## Statistiche

### College
| Anno      | Squadra            | PG  | PT  | MP   | TC%  | 3P%  | TL%  | RP  | AP  | PRP | SP  | PP   |
| --------- | ------------------ | --- | --- | ---- | ---- | ---- | ---- | --- | --- | --- | --- | ---- |
| 2018-2019 | Maryland Terrapins | 34  | 21  | 23,5 | 43,2 | -    | 47,9 | 9,5 | 1,1 | 1,1 | 2,6 | 8,4  |
| 2019-2020 | Maryland Terrapins | 32  | 26  | 23,8 | 50,9 | 0,0  | 64,3 | 6,8 | 1,7 | 1,8 | 1,3 | 12,0 |
| 2020-2021 | Ole Miss Rebels    | 27  | 26  | 28,9 | 51,9 | 17,6 | 75,9 | 9,1 | 1,3 | 1,6 | 1,8 | 18,6 |
| 2021-2022 | Ole Miss Rebels    | 32  | 32  | 27,7 | 46,3 | 23,5 | 68,1 | 9,0 | 1,7 | 1,2 | 2,1 | 15,2 |
| Carriera  | Carriera           | 125 | 105 | 25,8 | 48,3 | 20,0 | 64,7 | 8,6 | 1,4 | 1,4 | 2,0 | 13,3 |

### WNBA

#### Regular Season
| Anno     | Squadra       | PG | PT | MP   | TC%  | 3P%  | TL%  | RP  | AP  | PRP | SP  | PP   |
| -------- | ------------- | -- | -- | ---- | ---- | ---- | ---- | --- | --- | --- | --- | ---- |
| 2022     | Wash. Mystics | 36 | 32 | 21,6 | 54,7 | 0,0  | 62,4 | 6,4 | 0,9 | 0,8 | 0,8 | 8,7  |
| 2023     | Wash. Mystics | 19 | 17 | 23,2 | 50,0 | -    | 61,0 | 7,0 | 0,9 | 0,8 | 0,9 | 10,0 |
| 2024     | Wash. Mystics | 12 | 11 | 19,8 | 43,0 | 25,0 | 66,7 | 6,8 | 0,9 | 1,3 | 0,9 | 11,8 |
| Carriera | Carriera      | 67 | 60 | 21,4 | 49,6 | 17,6 | 63,4 | 6,7 | 0,9 | 0,9 | 0,9 | 10,1 |

#### Playoffs
| Anno     | Squadra       | PG | PT | MP   | TC%  | 3P% | TL%  | RP  | AP  | PRP | SP  | PP  |
| -------- | ------------- | -- | -- | ---- | ---- | --- | ---- | --- | --- | --- | --- | --- |
| 2022     | Wash. Mystics | 2  | 2  | 27,0 | 46,2 | -   | 50,0 | 7,5 | 1,0 | 1,0 | 0,5 | 7,0 |
| Carriera | Carriera      | 2  | 2  | 27,0 | 46,2 | -   | 50,0 | 7,5 | 1,0 | 1,0 | 0,5 | 7,0 |

## Palmarès
- WNBA All-Rookie First Team (2022)